# Proholopterus
Proholopterus is een kevergeslacht uit de familie van de boktorren (Cerambycidae). De wetenschappelijke naam van het geslacht werd voor het eerst geldig gepubliceerd in 2012 door Monné.

## Soorten
Proholopterus omvat de volgende soorten:
- Proholopterus annulicornis Philippi F., 1859
- Proholopterus chilensis Blanchard, 1851
- Proholopterus laevigatus Philippi R., 1859